# William Smith (geolog)
William 'Strata' Smith (23. března 1769, Churchill – 28. srpna 1839, Northampton) byl anglický geolog, často označovaný jako „otec anglické geologie“. V roce 1815 vytvořil první geologickou mapu Anglie a je považován za zakladatele britské geologie a jejího podoboru nazývaného stratigrafie, tedy studia stáří sedimentárních vrstev hornin.
Byl také velkým sběratelem zkamenělin, jeho sbírka silně ovlivnila Charlese Darwina. Během svého života se potýkal s finančními problémy a strávil nějaký čas ve vězení pro dlužníky. Jeho synovec John Phillips se stal také významným geologem.
Fosilní zub ptakoještěra z čeledi Ctenochasmatidae patrně Smith objevil při mapování vrstev Británie na konci 18. století.
V roce 1831 obdržel vůbec první Wollastonovu medaili, jeho jméno nese také impaktní kráter na Marsu.